# Liste der Monuments historiques in Remomeix
Die Liste der Monuments historiques in Remomeix führt die Monuments historiques in der französischen Gemeinde Remomeix auf.

## Liste der Objekte
| Bezeichnung                  | Beschreibung                               | Standort                        | Kennzeichnung | Schutzstatus | Datum | Bild |
| ---------------------------- | ------------------------------------------ | ------------------------------- | ------------- | ------------ | ----- | ---- |
| Taufbecken                   | Sandstein, bezeichnet 1710                 | in der Kirche St-Laurent (Lage) | PM88000803    | Classé       | 1966  |      |
| Kruzifix                     | Holz, 18. Jahrhundert                      | in der Kirche St-Laurent (Lage) | PM88000805    | Classé       | 1966  |      |
| Laurentiusaltar              | rechter Seitenaltar; Holz, 18. Jahrhundert | in der Kirche St-Laurent (Lage) | PM88000800    | Classé       | 1966  |      |
| Marienaltar                  | linker Seitenaltar; Holz, 18. Jahrhundert  | in der Kirche St-Laurent (Lage) | PM88000801    | Classé       | 1966  |      |
| Hauptaltar                   | Holz, vergoldet, 18. Jahrhundert           | in der Kirche St-Laurent (Lage) | PM88000802    | Classé       | 1966  |      |
| Skulptur Heiliger Hippolyt   | Holz, vergoldet, 18. Jahrhundert           | in der Kirche St-Laurent (Lage) | PM88000804    | Classé       | 1966  |      |
| Skulptur Heiliger Laurentius | Holz, vergoldet, 18. Jahrhundert           | in der Friedhofskapelle (Lage)  | PM88000806    | Classé       | 1966  |      |